# خرمال مشطرج
الخرمال المشطرج أو الديوسبير المشطرج أو أبنوس الموريشيوس (الاسم العلمي: Diospyros tessellaria) (بالإنجليزية: Mauritian ebony)‏ هو نوع من النباتات يتبع جنس الخرمال من الفصيلة الأبنوسية.